# Sudden Strike 3: Arms for Victory
Sudden Strike 3: Arms for Victory – komputerowa strategiczna gra czasu rzeczywistego, wyprodukowana przez studio Fireglow oraz wydana 7 grudnia 2007 roku przez 1C na platformę PC. Akcja gry ma miejsce podczas II wojny światowej.

## Rozgrywka
Gracz może tworzyć systemy obronne, siły lądowe, wodne i lotnicze. Porty nadbrzeżne muszą umożliwić transport na front: piechoty, sprzętu, paliwa i amunicji.
W grze zawarty został tryb gry wieloosobowej za pośrednictwem sieci lokalnej lub internetu.
Gra została oparta na silniku Sudden Strike Next7.